# Brug Oranjebaan
De Brug Oranjebaan is een kunstwerk uitgevoerd als vaste brug of viaduct, maar van uit het gezichtspunt beneden een tunnel, en is gelegen in het dijklichaam van de Beneluxbaan in de Noord-Hollandse stad Amstelveen en voert over de Oranjebaan daar waar deze over gaat in de Mr.G.Groen van Prinstererlaan.
De brug is bijzonder breed en lang en ook overdag is daarom kunstlicht onder de brug noodzakelijk omdat onvoldoende daglicht doordringt. De brug wordt gedragen door 22 V-vormige pilaren opgesteld in 2 rijen van 8 (buitenkant) en 1 rij van 6 (binnenkant). De weg onder de brug ligt verdiept om voldoende hoogte voor hoge voertuigen te hebben. Het viaduct met een rode balustrade heeft op de Beneluxbaan 2 rijbanen voor het autoverkeer aan beide zijden en de trambaan in het midden en aan de zijkanten ligt aan beide zijden een fietspad maar geen voetpad. Onder het viaduct is er aan beide zijden een voet en fietspad dat hoger ligt dan de weg en is afgescheiden door een betonnen muurtje. De weg bestaat aan beide zijden uit een vluchtstrook, een busbaan, twee rijbanen voor het autoverkeer aan de noordzijde en drie aan de zuidzijde met voorsorteerstroken en een middenberm.
De Beneluxbaan werd in mei 1962 geopendop ongeveer de plaats van de vroegere Middenweg, een smalle landelijke weg dwars door de Middelpolder die liep van de Kalfjeslaan nabij het huidige Uilenstede naar de Parelvisserslaan in Bankras/Kostverloren de oostelijke wijk van Amstelveen. Oorspronkelijk was de kruising met de Mr. Groen van Prinstererlaan gelijkvloers. In 1965 was er een plan voor een verlenging van tram 24 naar Amstelveen en zou over het viaduct worden geleid maar door de opkomende metroplannen ging dit niet door evenals de metro zelf. 
Voor de in 1976 te realiseren Oranjebaan in het verlengde van de Mr.G.Groen van Prinstererlaan was een viaduct in de Beneluxbaan noodzakelijk. Op de plaats van de huidige tramhalte was oorspronkelijk een middenberm van steen gelegen tussen de met bomen en bosjes begroeide middenberm van de Beneluxbaan. 
In 1990 werd in het midden van het viaduct de (snel)tramhalte van tram 5 en sneltram 51 aangelegd en bestond oorspronkelijk uit een hoog noordelijk gedeelte en een laag zuidelijk gedeelte. Om deze te bereiken moesten in het viaduct aan beide zijden met veel moeite en tegen hoge kosten grote gaten worden geboord voor de aanleg van de trappen naar de tram/sneltramhalte vergelijkbaar als in 1960 bij brug 705 in Amsterdam. Op 3 maart 2019 verdween sneltram 51 maar bleef tram 5 en op 13 december 2020 verscheen tram 25. Onder het viaduct rijden buslijnen 171 en 300 van Connexxion. Omdat er onder het viaduct geen ruimte was voor een bushalte werden deze aangelegd aan weerszijden van het viaduct op de Oranjebaan en Mr G.Groen van Prinstererlaan en bestaat er voor de overstappende passagiers enige loopafstand.
Voor zover bekend heeft de brug geen naam of brugnummer zoals in Amsterdam gebruikelijk is.